# Кібаліон

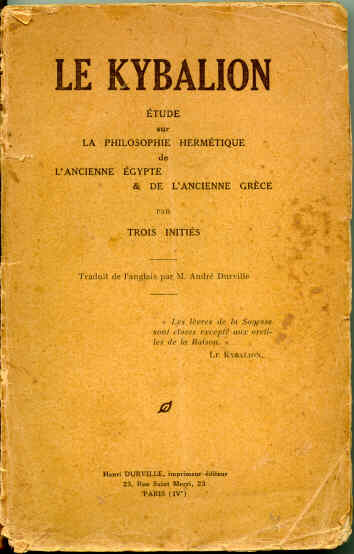
Французький зразок книги

Кібаліон — невеликий трактат з  герметичної  філософії, виданий в грудні 1908 в Чикаго видавництвом "The Yogi Publication Society" ("The Kybalion. A Study of the Hermetic Philosophy of ancient Egypt and Greece ". The Yogi Publication Society, Chicago, 1908). Автор роботи невідомий, оскільки «Кібаліон» був підписаний псевдонімом «Три присвячені».

## Авторство
«Три присвячені», які написали «Кібаліон», побажали залишитися невідомими, що призвело до численних спекуляцій з приводу авторства цієї роботи.
За загальноприйнятою версією автором трактату є  Вільям Вокер Аткінсон, який написав роботу самостійно без сторонньої допомоги. Аткінсон був відомий використанням численних псевдонімів для видавництва його робіт. Він також був власником видавництва «The Yogi Publication Society», що опублікував «Кібаліон».
Слушність цієї версії підтверджує той факт, що в серії ранніх робіт Аткінсона, також виданих під псевдонімами і названими «Таємне вчення», є багато явних подібностей зі змістом «Кібаліона». Так, наприклад, «Кібаліон» описує сім герметичних принципів, в той час як «Таємне вчення» розглядає сім таємних законів. У «Кібаліоні» стверджується, що цей трактат є записаною версією стародавнього однойменного трактату, що передавався спочатку з вуст в уста, в той час як «Таємне вчення» стверджує, що викриває давню мудрість, неопублікованого спочатку манускрипту, представленого у вигляді афоризмів. Обидві роботи описують три основних плани буття, які поділяються на сім менших планів, три з яких порівнюються в обох роботах з «астральними чорними клавішами» аналогічними чорним клавішам фортепіано, ці три плани населені, згідно обом роботам, елементалями (духами стихій). Нарешті, обидві роботи описують процес духовної (ментальної) трансмутації або алхімії в однакових термінах і подробицях. Існують і інші подібності між «Кібаліоном» і «Таємним вченням», так що можна сказати, що в певному сенсі, «Таємне вчення» було чернеткою «Кібаліона».
Згідно з однією з теорій, Аткінсон писав у співавторстві з Паулем Фостером Кейсом і Майклом Віттом. Цієї теорії часто дотримувалися члени «Будівельників Святилища», містичної школи, заснованої пізніше Кейсі, хоча сама ця група ніколи не приписувала даної теорії собі публічно. Фактично, ця історія з'явилася завдяки B.O.T.A. — групі, що відкололася від «Братства Прихованого Світу».
На підтримку цієї лінії можна навести той факт, що Пауль Фостер Кейс був масоном, в той час як видавництво «The Yogi Publication Society», яке опублікувало «Кібаліон», як свою адресу на фронтисписі книги вказало: «Масонський Храм, Чикаго, штат Іллінойс». Однак в Чикаго назву «Масонський Храм» носив і міський хмарочос, в якому розміщувалися склади і маленькі підприємства, що не мали відношення до масонства. Хмарочос був прозваний так, оскільки був побудований при фінансуванні «масонської ложі», яка і влаштовувала свої зібрання на кількох верхніх поверхах.
Як інші можливі співавтори «Кібаліона» згадуються також Харіет Кейс (дружина Пауля Фостера Кейса), Енн Дейвіс, яка очолювала BOTA, Мейбл Коллінз (видатний письменник-теософ), Клаудія Брегдон (архітектор, теософ, автор «Містичної геометрії») і Клаудія Олександр. Однак, з огляду на те наскільки Аткінсон був плідним письменником, сумнівно, що він потребував співавторства.

## Духовна трансмутація
У «Кібаліоні» наводиться опис духовної (ментальної) трансмутації, яка також відома як духовна алхімія, мистецтво духовної хімії, і мистецтво поляризації. Афоризм, що випереджає текст глави, присвяченій опису цього питання, звучить наступним чином:
|  | Душі можна перетворювати (трансмутувати), так само, як метали і елементи, з одного стану в інший, від градації до градації, від умови до умови, від полюса до полюса, від вібрації до вібрації. Істинне герметичне перетворення є Мистецтвом Розуму. |

## Сім герметичних принципів

### Принцип менталізму
- «Все є Думка (Розум). Всесвіт являє собою уявний образ» ( «Кібаліон» ).

Згідно з цим принципом все що існує в світі видимому і світах невидимих - є уявний образ Єдиного (див. Герметизм).

### Принцип Відповідності (аналогії)
- «Як вгорі, так і внизу, як внизу, так і вгорі» ( «Кібаліон» ).

Згідно з цим принципом існує відповідність між різними площинами буття і життя, все підпорядковано єдиним законом, а тому подібно. Існує аналогія між життям світу видимого і світів невидимих, між життям мікрокосмосу і макрокосмосу.

### Принцип Вібрації
- «Ніщо не спочиває — все рухається, все вібрує» ( «Кібаліон» ).

Цей принцип пояснює, що відмінність між проявами буття, таких як матерія, енергія, розум і дух — лише видозміни однієї первинної субстанції, «праматері» — все це розрізняється лише частотою своїх вібрацій.

### Принцип полярності
- «Все двояко, все має полюси. Все має свій антипод (свою протилежність), протилежності ідентичні за своєю природою, але різні в ступені. Крайнощі сходяться. Всі істини не що інше, як напівістіни. Всі парадокси можна примирити» ( «Кібаліон» ).

Згідно з цим принципом, теза і антитеза ідентичні за своєю природою, але різні в ступені, різні в своїй полярності, мають зрушення фаз між собою в 180 °.

### Принцип Ритму
- «Все тече, все втікає і витікає, все має свої припливи, все піднімається і падає, маятникоподібні коливання проявляється в усьому. Міра коливання наліво є мірою коливання направо. Ритми компенсуються» ( «Кібаліон» ).

Цей принцип пояснює, що все, що існує, ніколи не перебуває в одному стані. Все переходить з одного стану в протилежний, і назад.

### Принцип Причини і Наслідку
- «Кожна причина має свій наслідок, кожний наслідок має свою причину. Все відбувається відповідно до закону. Випадок є не що інше, як ім'я закону, який не розпізнаний. Існує багато планів причинності, але ніщо не вислизне від Закону» («Кібаліон»).

Згідно з цим законом випадковостей немає, все підпорядковано тому чи іншому закону, все має свою причину. Але рівнів причинності кілька, оскільки існує кілька планів буття, і всі вони пов'язані Принципом Відповідності. Початок процесу на одному плані означає початок аналогічних процесів на інших планах.

### Принцип Роду
- «Рід у всьому — все має свій Чоловічий і Жіночий принцип. Рід проявляється у всіх площинах» ( «Кібаліон» ).

Згідно з цим принципом, всі речі містять два начала: чоловіче і жіноче. Взаємодія цих начал — причина будь-якої творчості: фізичної, душевної або духовної.

## Музика
- Кібаліон, симфонія-трансмутація Сергія Ярунського